# Tres palabras
Tres palabras es una película española de género melodramático estrenada en noviembre de 1993, dirigida por Antonio Giménez-Rico y protagonizada en los papeles principales por Maribel Verdú, Fernando Guillén y Fernando Guillén Cuervo.
Asimismo en 1993 se publicó la B.S.O. de la película, bajo el mismo título y editada por la discográfica Mercury Records.
La película y Maribel Verdú fueron galardonados con los Premios YoGa a la peor película y actriz en la edición de 1994.

## Sinopsis
La cantante y actriz María Galván, la reina del bolero, muere en Sevilla, donde vivía retirada hacía 30 años. Cuando Alfredo Puente, un cineasta venido a menos, recibe la triste noticia, a su mente acude el recuerdo de la gran historia de amor que vivió con ella de joven.

## Reparto
| Actor/Actriz            | Personaje                      |
| ----------------------- | ------------------------------ |
| Maribel Verdú           | María / Lupe                   |
| Fernando Guillén        | Alfredo                        |
| Fernando Guillén Cuervo | Alfredo Jr                     |
| Santiago Ramos          | Nacho                          |
| Germán Cobos            | Gordillo                       |
| Carmen Rossi            | Dolores                        |
| Walter Vidarte          | Pintor                         |
| María Asquerino         | Gloria                         |
| Lilí Murati             | Mujer Extranjera               |
| Fabián López Tapia      | Emilio Cárdenas                |
| Manuel Andrés           | Ernesto Mata                   |
| Luis Pérezagua          | Locutor                        |
| Javier Mas              | Jefe de Producción             |
| Javier De Gregorio      | Juanjo                         |
| Jorge Roelas            | Fernando                       |
| Felipe Hita             | Mecánico                       |
| Lucas Rodríguez         | Conserje Hotel Burgos          |
| Ladislao de Arriba      | Recepcionista Hotel Castellano |
| Javier Moscoso          | Ministro                       |
| John Hopewell           | Crítico Inglés                 |
| Alicia Borrachero       |                                |